# سی ویچ (کلیپر)
سی ویچ (کلیپر) (به انگلیسی: Sea Witch (clipper)) یک کشتی بود که طول آن 170 ft. 3 in. بود. این کشتی در سال ۱۸۴۶ ساخته شد.